# Hitoshi Saitō
Hitoshi Saitō –en japonés, 斉藤 仁, Saitō Hitoshi– (Aomori, 2 de enero de 1961-Higashiōsaka, 20 de enero de 2015) fue un deportista japonés que compitió en judo.
Participó en dos Juegos Olímpicos de Verano en los años 1984 y 1988, obteniendo dos medallas, oro en Los Ángeles 1984 y oro en Seúl 1988. En los Juegos Asiáticos de 1986 consiguió una medalla de oro.
Ganó dos medallas en el Campeonato Mundial de Judo en los años 1983 y 1985, y una medalla en el Campeonato Asiático de Judo de 1981.

## Palmarés internacional
| Juegos Olímpicos    | Juegos Olímpicos             | Juegos Olímpicos | Juegos Olímpicos |
| Año                 | Lugar                        | Medalla          | Categoría        |
| ------------------- | ---------------------------- | ---------------- | ---------------- |
| 1984                | Los Ángeles (Estados Unidos) | Medalla de oro   | +95 kg           |
| 1988                | Seúl (Corea del Sur)         | Medalla de oro   | +95 kg           |
| Campeonato Mundial  |                              |                  |                  |
| Año                 | Lugar                        | Medalla          | Categoría        |
| 1983                | Moscú ( URSS)                | Medalla de oro   | Abierta          |
| 1985                | Seúl (Corea del Sur)         | Medalla de plata | +95 kg           |
| Juegos Asiáticos    |                              |                  |                  |
| Año                 | Lugar                        | Medalla          | Categoría        |
| 1986                | Seúl (Corea del Sur)         | Medalla de oro   | +95 kg           |
| Campeonato Asiático |                              |                  |                  |
| Año                 | Lugar                        | Medalla          | Categoría        |
| 1981                | Yakarta ()                   | Medalla de oro   | +95 kg           |